# Scandia (Minnesota)
Scandia é uma cidade localizada no estado norte-americano do Minnesota, no condado de Washington.
Sua população, segundo o censo de 2010, era de 3 936 habitantes.